# Staykovtsi
Staykovtsi ou Stajkovci (en macédonien Стајковци) est un village situé à Gazi Baba, une des dix municipalités spéciales qui constituent la ville de Skopje, capitale de la Macédoine du Nord. Le village comptait 3532 habitants en 2002. Il se trouve au nord de Singuéliḱ, à l'extrémité nord-est de l'agglomération de Skopje et à proximité du périphérique.

## Démographie
Lors du recensement de 2002, le village comptait :
- Macédoniens : 3 207
- Albanais : 232
- Roms : 43
- Serbes : 38
- Turcs : 2
- Autres : 10